# Amiranten
Die Amiranten (französisch Îles Amirante, einst Almiranten oder Joan-Martins-Inseln genannt) sind eine Inselgruppe im Indischen Ozean vor Ostafrika. Sie gehören heute zu den Outer Islands der Seychellen.
Die Inselgruppe wurde im Jahr 1502 von dem Portugiesen Vasco da Gama bei seiner zweiten Entdeckungsreise aufgefunden und wurden „Ilhas do Almirante“ (deutsch: Admiralitätsinseln) benannt. Es ist möglich, dass arabische und indische Händlern bereits zuvor Kenntnisse über die Inseln hatten.
Ab 1814 waren die Inseln von den Engländern besetzt und gehörten anfangs zu Mauritius, seit der Abspaltung der Seychellen 1909 als eigene Kolonie zu jenen. Sie liegen zwischen 5 und 6° südlicher Breite und bestehen aus drei Atollen und mehreren einzelnen Inseln bzw. Inselgruppen. Diese umfassen zusammen eine Landfläche von rund 10 km². Die Gesamtbevölkerung von geschätzt 100 Personen verteilt sich überwiegend auf die fünf größten Inseln der Amiranten.
In der nachfolgenden Tabelle sind der Vollständigkeit halber auch eine Untiefe und zwei Riffe im Bereich der Inselkette aufgeführt. Die verschiedenen Inseltypen werden durch unterschiedliche Hintergrundfarben gekennzeichnet.
|    | Insel/Atoll/Riff (alternativer Name) | Typ                     | Land- fläche (km²) | Bev. 2002-08-22 | Koordinaten                            |
| -- | ------------------------------------ | ----------------------- | ------------------ | --------------- | -------------------------------------- |
| 1  | Lady Denison-Pender                  | Sandbank/Untiefe        | -                  | -               | 4° 49′ 0″ S, 53° 20′ 0″ O              |
| 2  | African Banks (North Island)         | Sandbank+Insel          | 0,3                | -               | 4° 53′ 0″ S, 53° 24′ 0″ O              |
| 3  | Remire-Riff                          | Korallenriff            | -                  | -               | 5° 5′ 0″ S, 53° 21′ 0″ O               |
| 4  | Remire (Eagle Island)                | Insel                   | 0,27               | 6               | 5° 7′ 0″ S, 53° 19′ 0″ O               |
| 5  | D’Arros                              | Insel                   | 1,50               | 85              | 5° 24′ 0″ S, 53° 18′ 0″ O              |
| 6  | Saint Joseph                         | Atoll (14 Inseln)       | 1,39               | -               | 5° 25′ 0″ S, 53° 20′ 0″ O              |
| 7  | Bertaut-Riff                         | Korallenriff+Insel      | 0,002              | -               | 5° 40′ 0″ S, 53° 14′ 0″ O              |
| 8  | Desroches (Des Roches)               | Atoll (1 Insel)         | 3,24               | 19              | 5° 41′ 0″ S, 53° 41′ 0″ O              |
| 9  | Poivre                               | Atoll (3 Inseln)        | 2,48               | 5               | 5° 46′ 0″ S, 53° 19′ 0″ O              |
| 10 | Étoile (Lampériaire)                 | Insel                   | 0,01               | -               | 5° 53′ 0″ S, 53° 1′ 0″ O               |
| 11 | Boudeuse (King Ross)                 | Insel                   | 0,01               | -               | 6° 5′ 31″ S, 52° 49′ 50″ O             |
| 12 | Marie Louise                         | Insel                   | 0,526              | 5               | 6° 11′ 0″ S, 53° 8′ 0″ O               |
| 13 | Desnœufs (Desnoeufs)                 | Insel                   | 0,35               | -               | 6° 14′ 0″ S, 53° 3′ 0″ O               |
|    | Amiranten                            | Inselgruppe (26 Inseln) | 10,09              | 120             | 04°49' bis 06°14'S, 52°50° bis 53°41'E |

- Karte mit allen Koordinaten:
- OSM |
- WikiMap